# 29. februar
29. februar er dag 60 i året i den gregorianske kalender i skudår – datoen benyttes ikke i almindelige år. Der er 306 dage tilbage af året. Datoen findes ikke i år 1700 i Danmark pga. skift til ny kalender. Den 29. februar antages ofte men fejlagtigt at være skuddagen, dog angives det flere steder på nettet, at datoen fra år 2000 er erklæret skuddag af EU, men dette er dog lidt usikkert.
Datoen har været brugt til at sætte fokus på sjældne sygdomme af foreningssammenslutningen Sjældne Diagnoser, idet det er en sjælden dato. Derudover er datoen jævnligt[kilde mangler] i mere eller mindre useriøs debat grundet dens særstatus, som for eksempel i Facebooktråden "Afskaf 29. februar".

## Begivenheder
Født - Dødsfald
- 1504 - Christopher Columbus bruger sin viden om en måneformørkelse den nat til at overbevise USA's oprindelige befolkning til at forsyne ham.
- 1704 - Dronning Annes Krig: Franske styrker og oprindelige amerikanere iscenesætter et Blodbadet ved Deerfield, hvorved 100 mænd, kvinder og børn blev dræbt.
- 1712 - I Sverige efterfølges 29. februar af 30. februar, i forbindelse med afviklingen af den svenske kalender til fordel for en tilbagevenden til den julianske kalender.
- 1720 - Dronning Ulrika Eleonora af Sverige abdicerer til fordel for hendes mand, som bliver kong Frederik I.
- 1892 - Saint Petersburg, Florida blev inkorporeret.
- 1916 - Børnearbejde: I South Carolina bliver minimumsalderen for børnearbejdere på fabrikker, møller og miner hævet fra tolv til fjorten år.
- 1940 - Finland tager initiativ til fredsforhandlinger i Vinterkrigen.
- 1940 - For hendes rolle som Mammy i Borte med blæsten bliver Hattie McDaniel den første afroamerikaner, der vinder en Academy Award.
- 1940   - I en ceremoni afholdt i Berkeley, på grund af 2. verdenskrig, modtager fysiker Ernest Lawrence Nobelprisen i fysik for 1939 fra Sveriges generalkonsul i San Francisco.
- 1952 - Helgoland gives tilbage til Tyskland af Storbritannien.
- 1960 - Agadir i Marokko rammes af voldsomt jordskælv, der dræber mere end 10.000 af byens indbyggere.
- 1964 - I Sydney, sætter den australske svømmer Dawn Fraser en ny verdensrekord i 100 meter fri (58,9 sekunder).
- 1968 - Opdagelsen af den første pulsar i rummet bekendtgøres.
- 1972 - Vietnamkrigen: Sydkorea trækker 11.000 af sine 48.000 tropper tilbage fra Vietnam.
- 1988 - Den sydafrikanske ærkebiskop Desmond Tutu bliver arresteret sammen med 100 andre under en femdages antiapartheid-demonstration i Cape Town
- 2004 - Haitis præsident, Jean-Bertrand Aristide, går af efter et statskup.
- 2020 - Bodilprisen uddeles for 73. gang på Folketeatret i København.

## Født
- 1468 - Paul 3., italienskfødt pave (død 1549).
- 1692 - John Byrom, engelsk digter (død 1763).
- 1756 - C.F. Hansen, dansk arkitekt (død 1845).
- 1792 - Gioacchino Rossini, italiensk komponist (død 1868).
- 1840 - John Philip Holland, irsk opfinder (død 1914).
- 1860 - Herman Hollerith, amerikansk statistiker (død 1929).
- 1896 - Morarji Desai, indisk premierminister (død 1995).
- 1904 - Jimmy Dorsey, amerikansk bandleder (død 1957).
- 1916 - Dinah Shore, amerikansk sanger (død 1994).
- 1920 - Howard Nemerov, amerikansk digter (død 1991).
- 1920 - Michèle Morgan, fransk skuespillerinde (død 2016).
- 1924 - Carlos Humberto Romero, præsident af El Salvador (død 2017).
- 1936 - Heino Døygaard, dansk forfatter (død 2022).
- 1940 - Bartholomæus I af Konstantinopel.
- 1960 - Anthony Robbins, amerikansk forfatter.

## Dødsfald
- 1528 - Patrick Hamilton, skotsk religøs reformator (martyr) (født 1504).
- 1592 - Alessandro Striggio, italiensk komponist (født 1540).
- 1604 - John Whitgift, ærkebiskop af Canterbury (født 1530).
- 1740 - Pietro Ottoboni, italiensk kardinal  (født 1667).
- 1744 - John Theophilus Desaguliers, fransk filosof (født 1683).
- 1868 - Ludvig 1., bayersk konge (født 1786).
- 1940 - Prins Aage, dansk prins og greve af Rosenborg (født 1887).
- 1944 - Pehr Evind Svinhufvud, præsident af Finland (født 1861).
- 1956 - Elpidio Quirino, præsident af Filippinerne (født 1890).
- 2008 - Erik Ortvad, dansk COBRA-kunstner (født 1917).

## Helligdage
- Bahai – Dag 4 i Ayyám-i-Há (kun i skudår) – dage i bahaikalenderen viet til tjenester og at give gaver.
- Discordianisme – St. Tib's Dag.